# Plot (route)
Pour les articles homonymes, voir Plot.

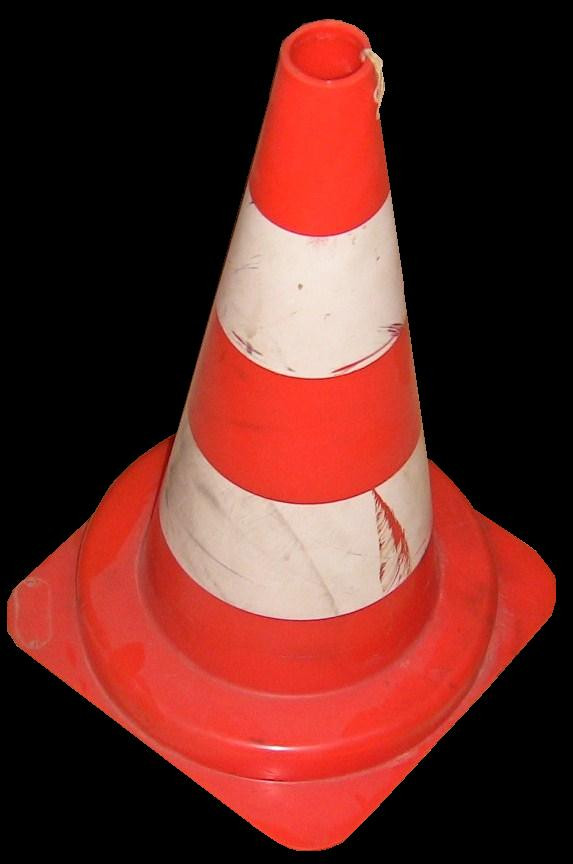
Un plot rétroréfléchissant temporaire de signalisation de travaux.

Dans le domaine du marquage routier, on désigne par plots des dispositifs qui font office de guidage ou d’information des usagers de la route.
Ils peuvent être :
- permanents ou temporaires,
- rétroréfléchissants ou non,
- doté d'une signalisation active ou non,
- fichés dans le sol ou simplement posés sur la chaussée.

## Descriptif
On peut distinguer :
- les plots encastrés (clous de chaussée, dispositifs rétroréfléchissants au sol, plot lumineux, marquage sonore sur les autoroutes),
- les plots non encastrés (poteaux de bordures de route, plots de séparation de voie, plots de chantiers, cônes de signalisation).

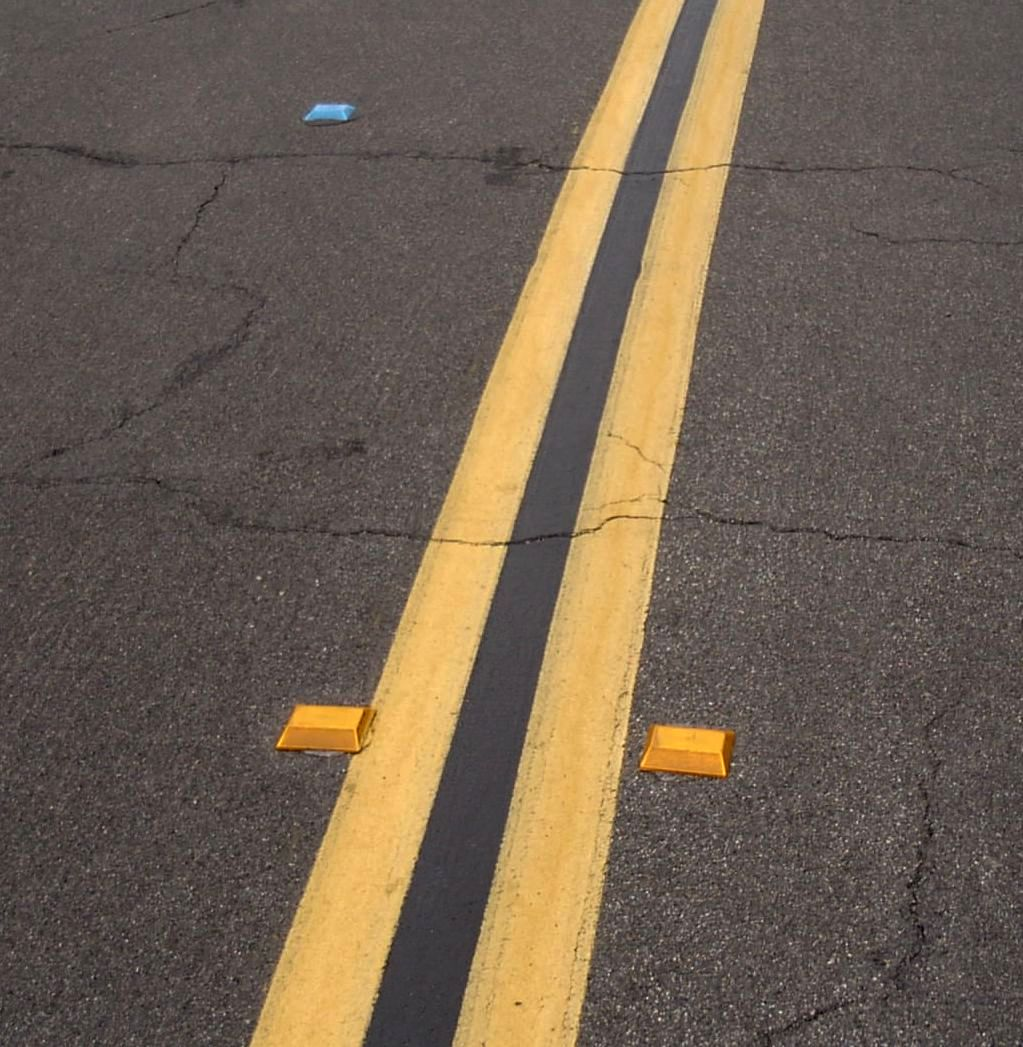
Plots noyés de délimitation de chaussée.
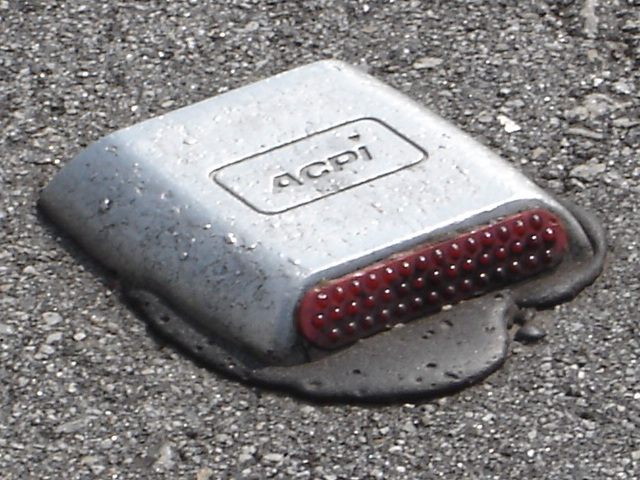
Plot rétroréfléchissant noyé dans la chaussée.
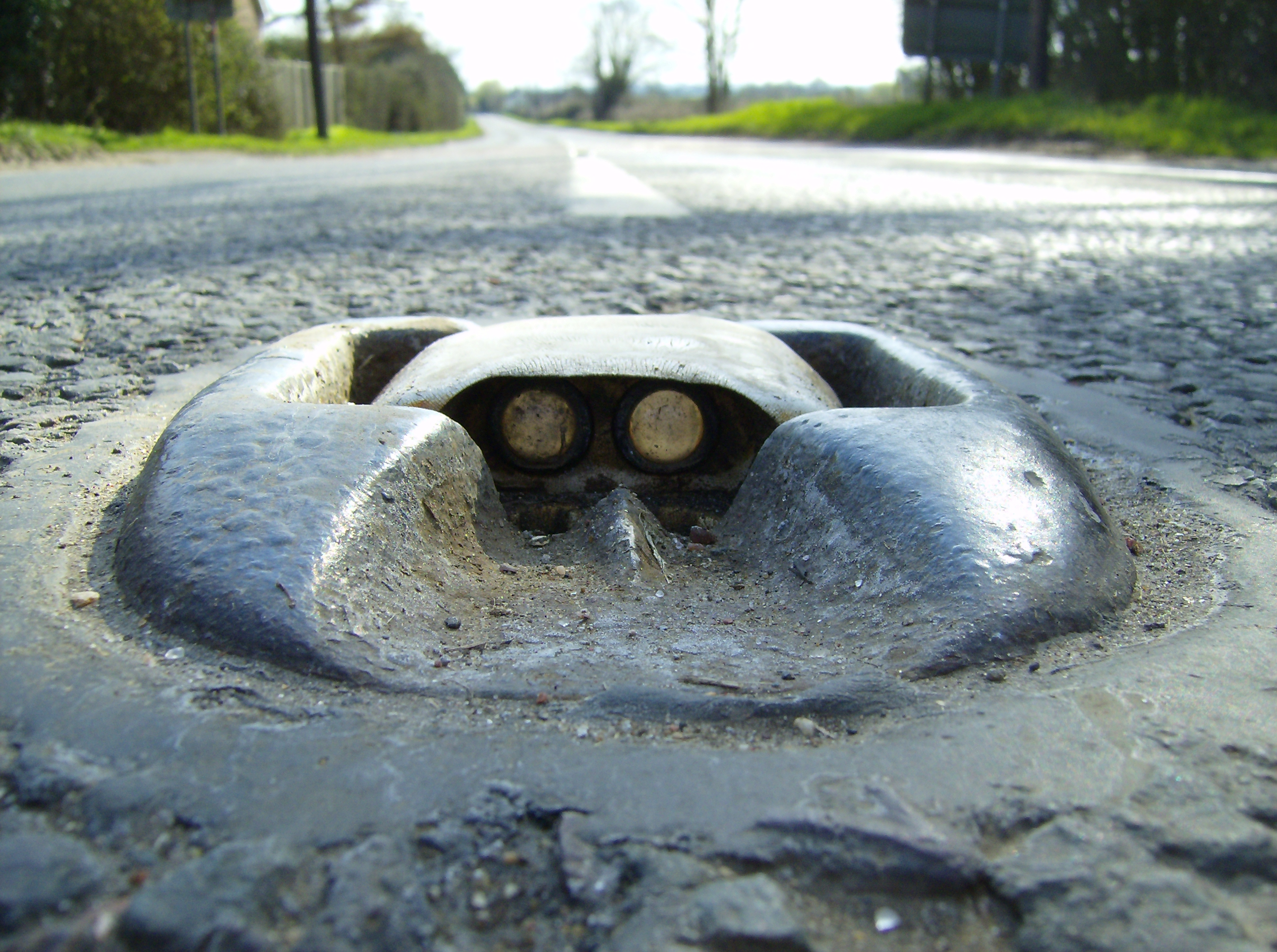
Œil-de-chat visible au Royaume-Uni.
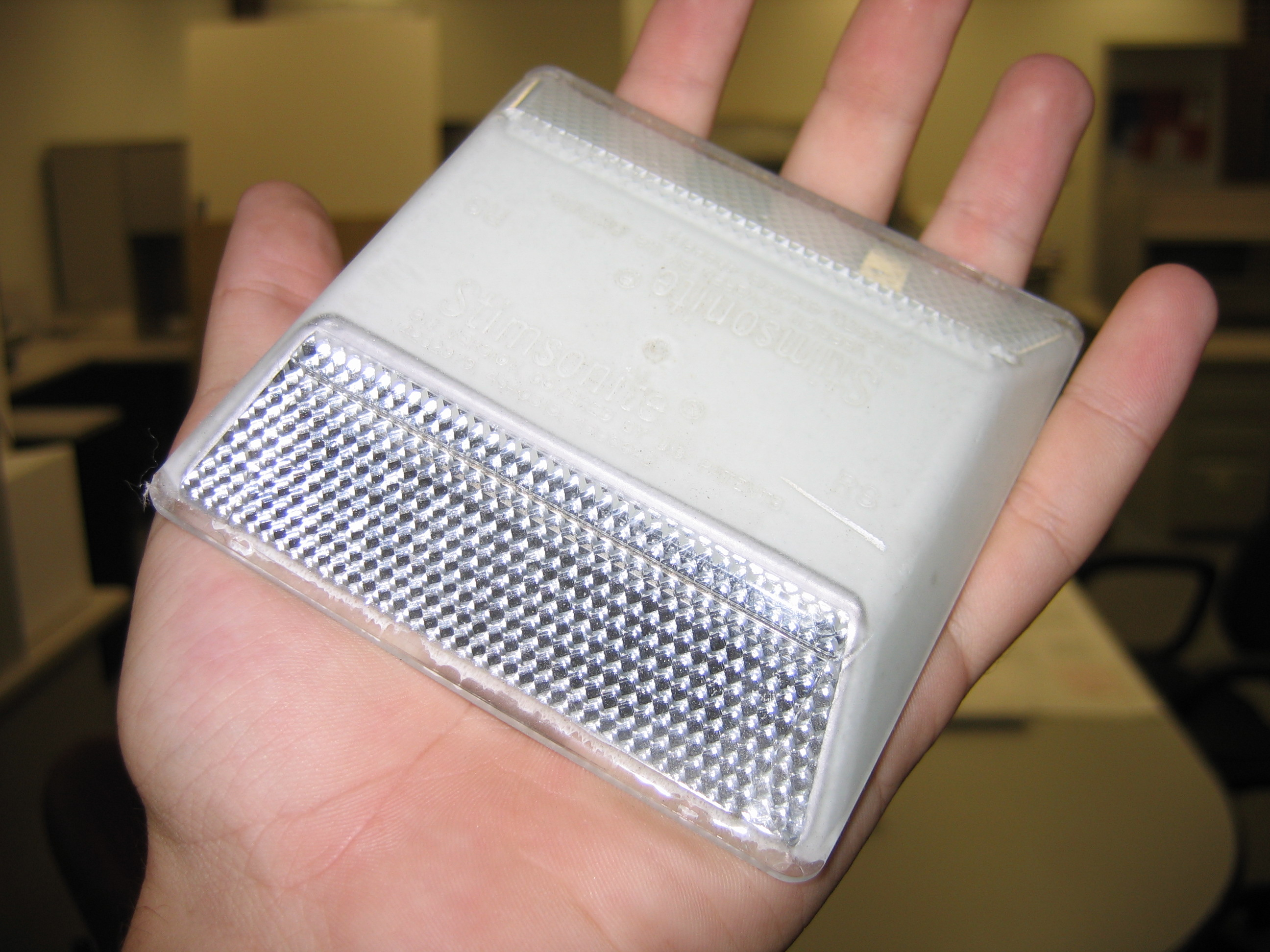
Plot rétroréfléchissant.
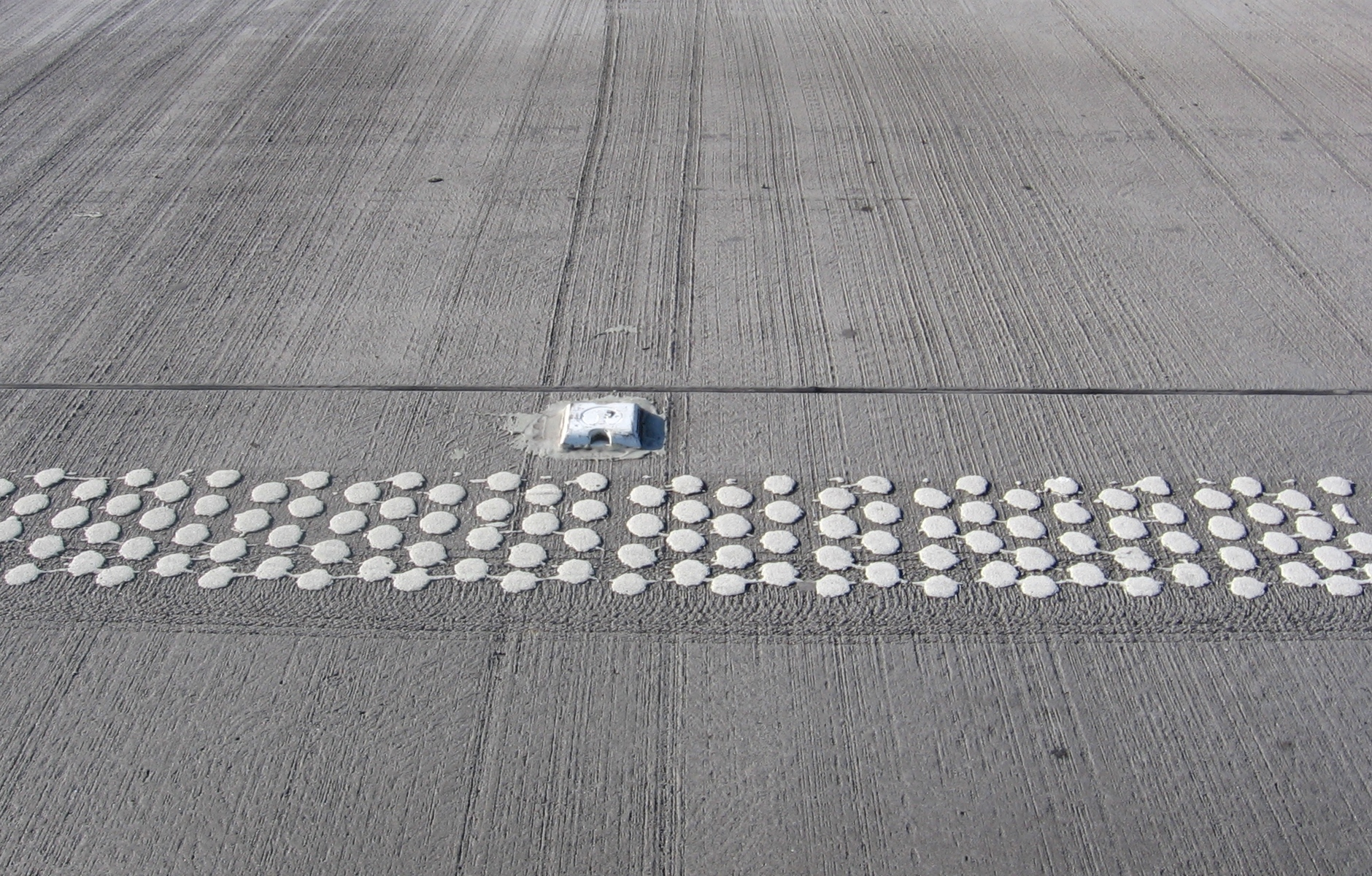
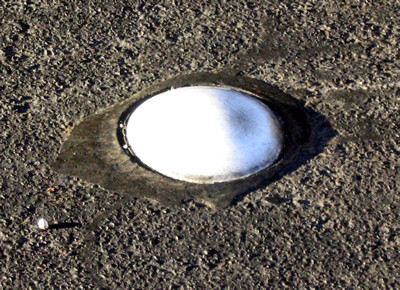
« Clous » métalliques.
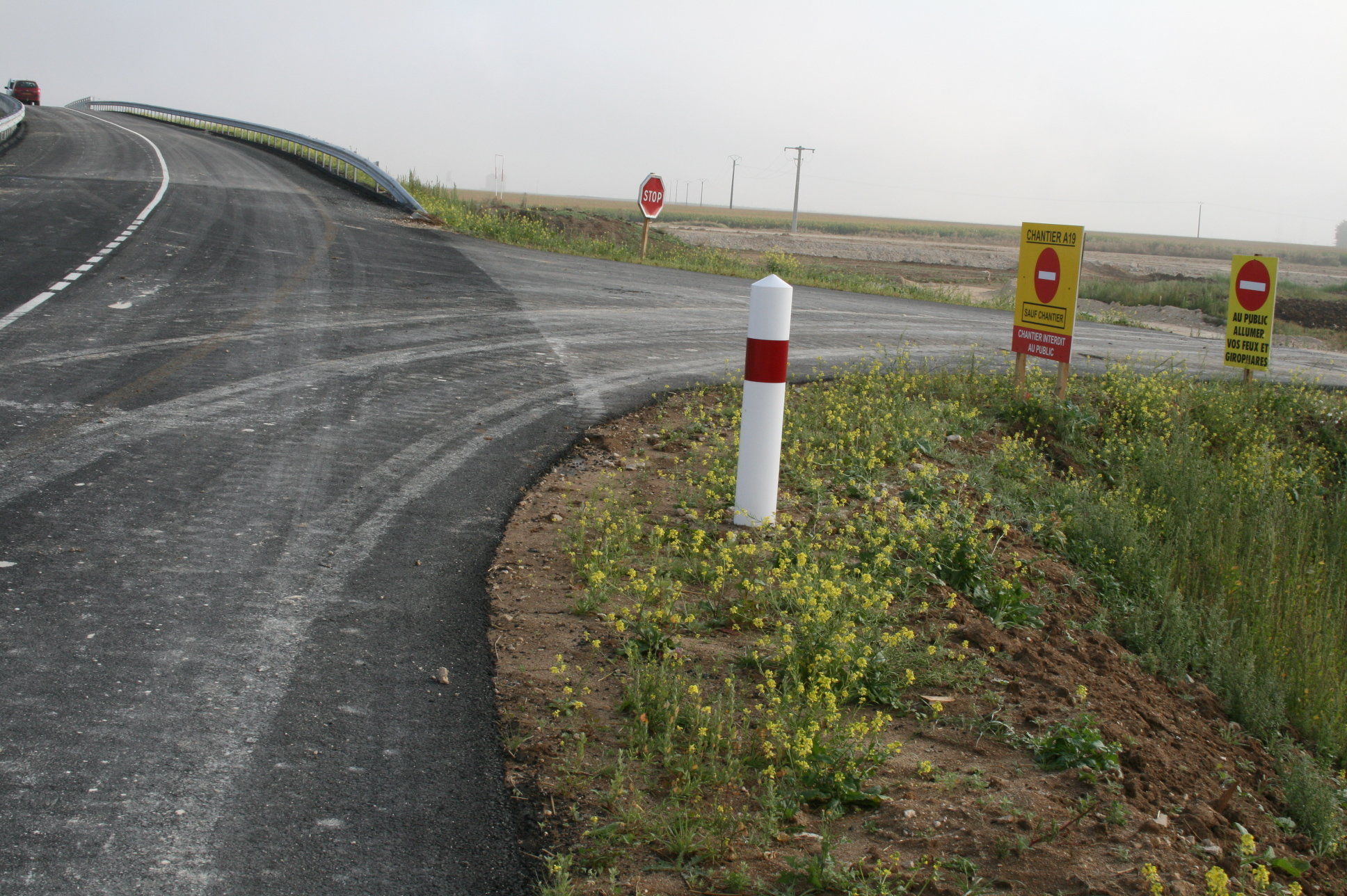
Balise J3 fixe (France).
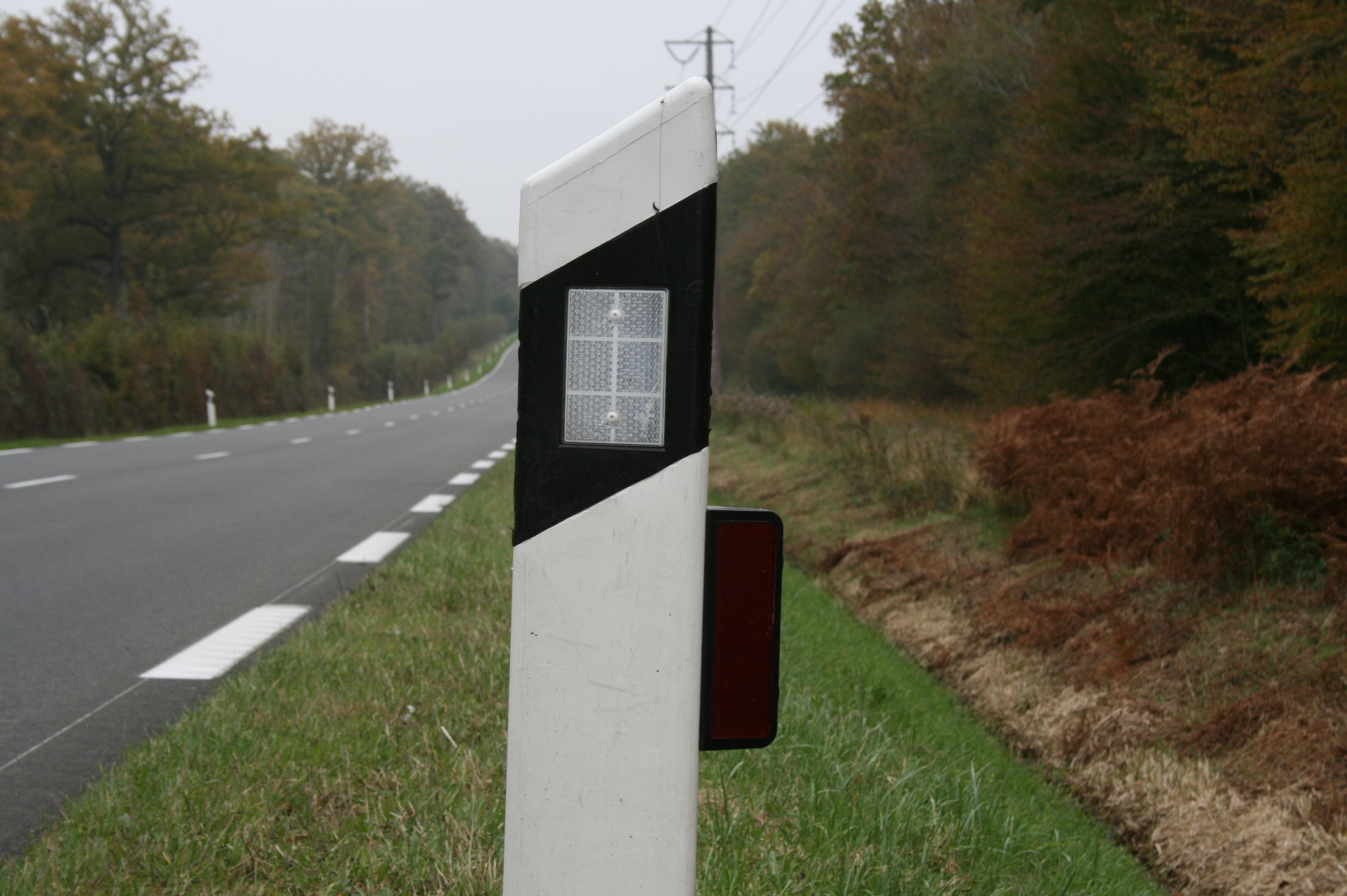
Balise J6b fixe (France).

## Mise en œuvre
Les plots peuvent être collés, ancrés (spittés) ou noyés dans la surface de roulement.

## Indicateurs de performance des plots de chaussée rétroréfléchissants[1]
La visibilité de nuit des plots de chaussée rétroréfléchissants est caractérisée par les indicateurs suivants :
- Rétroréflexion
- Coordonnées de chromaticité (x, y)
- Durabilité à l’usage